# Općina Bogovinje
Bogovinje (Albanski:Komuna e Bogovinës, makedonski: Општина Боговиње) je jedna od 80 općina Sjeverne Makedonije koja se prostire na sjeverozapadu Sjeverne Makedonije. 
Upravno sjedište ove općine je selo Bogovinje.

## Zemljopisne osobine
Općina Bogovinje graniči s općinom Tetovo na sjeveru, te s općinama Brvenica na istok, s općinom Vrapčište na jug, te s Kosovom na zapad.
Ukupna površina Općine Bogovinje  je 141,65 km².

## Stanovništvo
Bogovinje  ima 28 997 stanovnika. Po popisu stanovnika iz 2002. nacionalni sastav stanovnika u općini bio je sljedeći; .

## Naselja u Općini Bogovinje
Ukupni broj naselja u općini je 14, i svih 14 su sela.

## Pogledajte i ovo
- Sjeverna Makedonija
- Općine Sjeverne Makedonije

## Vanjske poveznice
- Bogovinje na stranicama Discover Macedonia